# Pierre Pranchère
Pierre Pranchère, né le 1er juillet 1927 à Brive-la-Gaillarde (Corrèze) et mort le 30 décembre 2023 à Tulle (Corrèze), est un homme politique et résistant communiste français,.

## Biographie

### Engagement dans la Résistance
Après l'obtention de son certificat d'études primaires, Pierre Pranchère travaille avec ses parents cultivateurs. Suivant l'exemple de son père, il entre dans la résistance à l'âge de 15 ans en 1942, d'abord en aidant un groupe des centres d’opérations de parachutage et d’atterrissage (COPA) rattaché à l'Armée secrète (AS), puis dans la résistance communiste (FTP), où il est agent de liaison et ravitailleur du maquis Réchossière, puis combattant FTP (mai-septembre 1944),.

### Engagement auprès du parti communiste français
Cultivateur à Saint-Merd-de-Lapleau, il entre dès avril 1945 au Parti communiste français. Déjà membre des Jeunesses communistes clandestines depuis novembre 1943, il occupe d'importantes fonctions au sein de diverses organisations de jeunesse,. Après avoir suivi les cours de l'école du parti, il devient, à 25 ans, premier secrétaire de la fédération communiste de la Corrèze en 1952, fonction qu'il exerce pendant plus de vingt ans. Il siège également au comité central du PCF de 1964 à 1992.

### Député et élu local
Second de la liste communiste dirigée par le député sortant Jean Goudoux, Pierre Pranchère est élu et effectue son premier mandat de député de la Corrèze à l'Assemblée nationale de 1956 à 1958, à l'âge de 29 ans ; il est alors membre du bureau d'âge (troisième plus jeune député de France). En 1973, il est de nouveau élu député de la première circonscription de la Corrèze (1973-1978). Il est aussi membre du conseil général de la Corrèze (1973-1985), élu dans le canton de La Roche-Canillac.

### Député européen
Il est ensuite à deux reprises élu député au Parlement européen sur la liste communiste menée par Georges Marchais (1979-1984 et 1984-1989).

### Vice-président du Pôle de renaissance communiste en France
Opposé à la « mutation » engagée par Robert Hue, il prend part, en 2002, à la création de la Fédération nationale des associations pour la renaissance communiste (FNARC), puis, en 2004, à la fondation du Pôle de renaissance communiste en France, dont il devient vice-président par la suite,.

## Décorations
- Croix de guerre 1939–1945[5]
- Croix du combattant volontaire[5]